# Victor Arménise
Victor Arménise (Bari, 4 gennaio 1896 – 21 maggio 1957) è stato un direttore della fotografia italiano.

## Biografia
Vittorio, detto Victor Armenise ha lavorato su più di ottanta film durante la sua vita. Ha iniziato la sua carriera lavorando in italiano film muti nel 1919.
Fino al 1928, ha lavorato principalmente con Carmine Gallone, Augusto Genina e Amleto Palermi. Durante questo primo periodo, ha anche lavorato sui due film francesi, uscito nel 1922 (Slave, corto di Georges Monca ) e 1927 (quella che domina di Carmine Gallone).
Successivamente, sotto il nome francesizzato Victor Armenise contribuisce principalmente a film francesi, gli ultimi lavori sono del 1956. Durante il suo periodo francese, slavora per Léonce Perret, Maurice Tourneur, Pierre Colombier (, Jean Boyer, Robert Vernay e con Pierre Richard-Willm.
In seguito ha fatto film in diversi altri paesi, tra cui Gran Bretagna, tre film con Raoul Walsh e Germania con due film tedeschi nel 1928 e 1929.

## Filmografia
- Friquet, regia di Gero Zambuto (1919)
- La grande marniera, regia di Gero Zambuto (1920)
- Scrollina, regia di Gero Zambuto (1920)
- I figli di nessuno, regia di Ubaldo Maria Del Colle (1921)
- La storia di una sigaretta, regia di Mario Volpe (1921)
- La pianista di Haynes, regia di Ubaldo Maria Del Colle (1921)
- La casa degli scapoli, regia di Amleto Palermi (1923)
- Messalina, regia di Enrico Guazzoni (1923)
- Gli ultimi giorni di Pompei, regia di Carmine Gallone e Amleto Palermi (1926)
- L'ultimo Lord, regia di Augusto Genina (1926)
- Scampolo, regia di Augusto Genina (1928)
- Il processo di Gaby Delange (Accusée... levez-vous!), regia di Maurice Tourneur (1931)
- Casa di danze (Maison de danses), regia di Maurice Tourneur (1931)
- I tre diavoli (Variétés), regia di Nicolas Farkas (1935)
- Sansone (Samson), regia di Maurice Tourneur (1936)
- Gentiluomini di mezzanotte (Le Club des aristocrates), regia di Pierre Colombier (1937)
- Arriva il campione (Les rois du sport), regia di Pierre Colombier (1937)